# Anatol Dowżenko (neurolog)

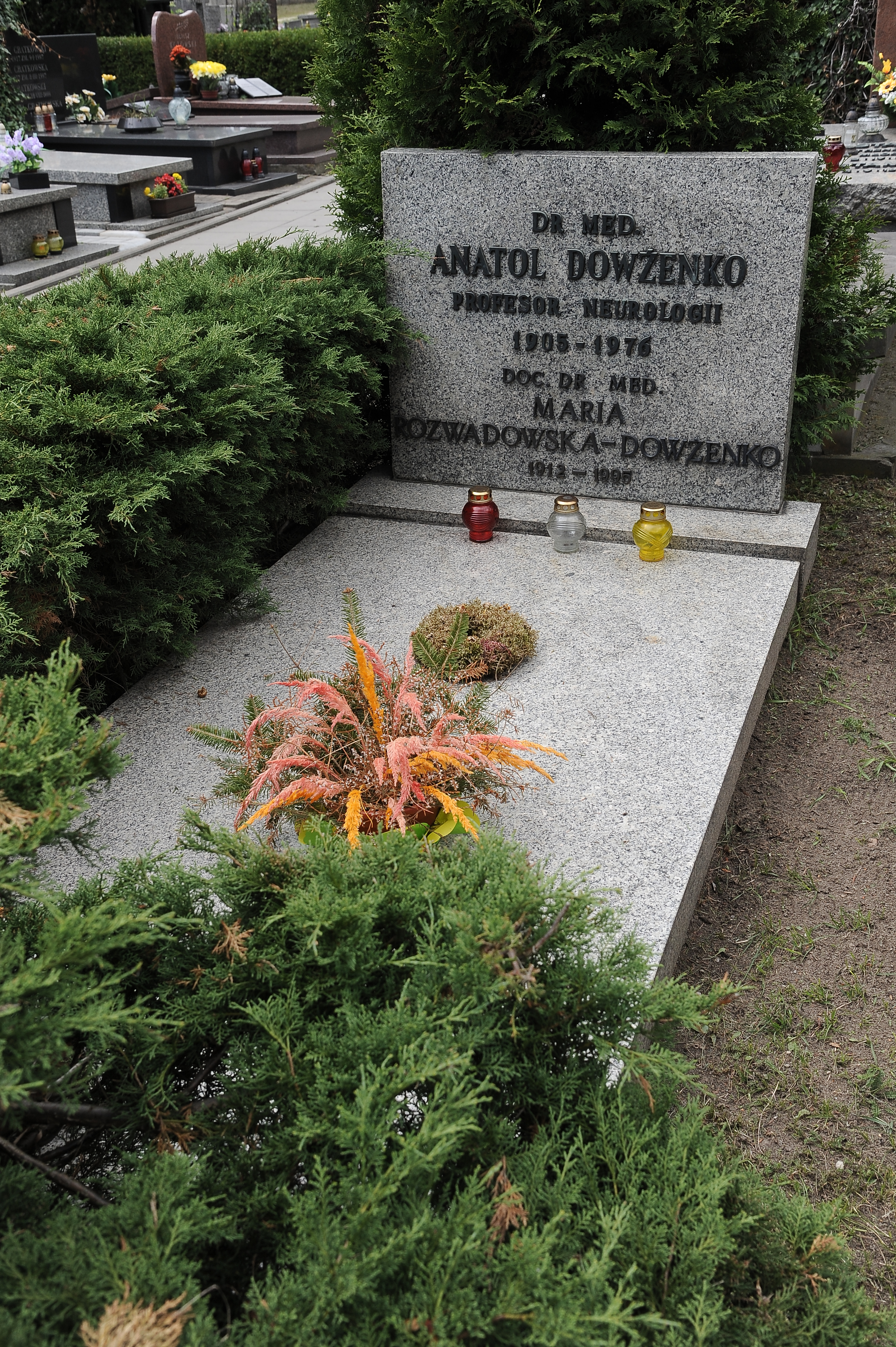
Grób Anatola Dowżenki na warszawskim Cmentarzu Wojskowym na Powązkach

Anatol Dowżenko (ur. 2 lipca 1905 w Mineralnych Wodach, zm. 20 kwietnia 1976 w Warszawie) – polski lekarz neurolog.

## Życiorys
Syn prawnika Tymoteusza Dowżenki i Olgi z domu Ruban. Studiował najpierw na Wydziale Matematyczno-Przyrodniczym Uniwersytetu Poznańskiego (1928), od 1929 do 1932 na Wydziale Lekarskim tej uczelni. Po otrzymaniu tytułu doktora wszechnauk lekarskich podjął pracę jako asystent w klinice neurologicznej w Poznaniu u Stefana Borowieckiego i Marcina Zielińskiego. Podczas II wojny światowej w Warszawie, pracował w klinice neurologicznej u Kazimierza Orzechowskiego i Adama Opalskiego. Od listopada 1947 do lutego 1948 na stypendium w USA, Kanadzie i Wielkiej Brytanii. W 1949 habilitował się w neurologii na Uniwersytecie Warszawskim. Od 1950 kierownik kliniki neurologicznej Uniwersytetu w Poznaniu. Prorektor (1953–1955) i rektor (1955–1956) rektor Akademii Medycznej w Poznaniu. Od 1962 kierownik Kliniki Neurologicznej Instytutu Psychoneurologicznego w Warszawie. W 1975 przeszedł na emeryturę.
Żonaty z Marią Rozwadowską, miał córkę Annę, po mężu Członkowską (późniejszą neurolożkę), i syna Anatola (radiolog). Pochowany na Cmentarzu Wojskowym na Powązkach w Warszawie (kwatera 39A-5-9).
Odznaczony Medalem 10-lecia Polski Ludowej (1955) i odznaką honorową „Za wzorową pracę w służbie zdrowia” (1954).